# Liste alphabétique des sports
 (janvier 2020).
Améliorez-le ou discutez des points à vérifier. 
- Haut – A
- B
- C
- D
- E
- F
- G
- H
- I
- J
- K
- L
- M
- N
- O
- P
- Q
- R
- S
- T
- U
- V
- W
- X
- Y
- Z

## A
- Accrobranche
- Acrobatie
- Acrosport
- Acroyoga
- Aéro-kick
- Aérobic
- Aéromodélisme
- Aérostation
- Agility
- Aïkijutsu
- Aïkido
- Air hockey
- Airsoft
- Akseltag[1]
- Alpinisme
- Alindesis
- Angampora
- Apnée
- Aquabiking
- Aqua-building[2]
- Aquagym
- Aquajogging
- Aquarunning
- Aquasculpt[3]
- Aquathlon
- Aquatriathlon
- Arts du cirque
- Arts du déplacement
- Arts martiaux chinois
- Arts martiaux historiques européens
- Arts martiaux mixtes (MMA)
- Athlétisme
- Automobile
- Aviation
- Aviron

## B
- Baby-foot
- Badminton
- Ball-trap
- Balle à la main
- Balle au tambourin
- Balle au tamis
- Balle pelote
- Ballon au poing
- Ballon-balai
- Bandy
- Barefoot (sport)
- Base-jump
- Baseball
- Basket-ball
- Bateau-Dragon
- Béhourd
- Biathlon
- Billard
- Bloc (escalade)
- BMX
- Boardercross
- Bobsleigh
- Boccia
- Bodyboard
- Boomerang
- Boule lyonnaise
- Bowling
- Boxe (boxe anglaise, boxe birmane, boxe française, boxe thaïlandaise)
- Bras de fer
- Bridge (jeu de carte)

## C
- Canicross
- Canne de combat
- Canoë
- Canoë-kayak
- Canyoning
- Capoeira
- Carrom
- Catamaran
- Catch
- Char à voile
- Cheerleading
- Chessboxing
- Coasteering
- Combat
- Compétition automobile
- Course à pied
- Course camarguaise
- Course d'orientation
- Cricket
- Croquet
- Cross (équitation)
- Cross-country
- Cross triathlon
- Crosse
- CrossFit
- Culturisme
- Curling
- Cyclisme
- Cyclo-cross
- Cyclotourisme

## D
- Danse (Claquettes)
- Danse (Danse sportive)
- Dames
- Décathlon
- Décathlon olympique moderne
- Deltaplane
- Duathlon
- Dodgeball
- Double Dutch

## E
- Échecs
- Équitation
- Escalade
- Escrime
- Esport

## F
- Fitness
- Formule 1
- Formule 2
- Formule 3
- Formule 4
- Flag football
- Floorball
- Folkrace
- Football
- Football américain
- Football australien
- Football canadien
- Football gaélique
- Footing
- Force athlétique
- Futsal

## G
- Glisse
- Golf
- Gouren
- Grappling
- Gymnastique
- Gymnastique rythmique

## H
- Haka pei
- Hakko-Ryu
- Haltérophilie
- Handball
- Hockey
- Hockey sous glace
- Hockey subaquatique
- Hockey sur gazon
- Hockey sur glace
- Hornuss
- Horse-ball
- Hurling
- Hapkido

## I
- Iaïdo
- Ironman
- Ice cross
- Indiaca
- Intercrosse

## J
- Javelot tir sur cible
- Jeetkunedo
- Jeu de paume
- Jiu-jitsu
- Jiu-jitsu brésilien
- Jive
- Jonglerie
- Joutes nautiques
- Judo
- Jumping stilts
- Jet ski

## K
- Kabaddi
- kangoojumps
- Kaninhop
- Karaté
- Karting
- Kayak
- Kempo
- Kendo
- Kenjutsu
- Kickball
- Kick-boxing (Kick-boxing américain et Kick-boxing japonais)
- Kirikiti
- Kitesurfing
- Kin-ball
- Kobudo
- Kungfu
- Krav maga
- Kronum
- Kyudo

## L
- Lancer de disque
- Lancer de javelot
- Lancer de marteau
- Lancer de poids
- Longue paume
- Luge de course
- Lutte

## M
- Marche (Randonnée pédestre)
- Marche aquatique côtière (Longe-côte)
- Marche athlétique
- Marche nordique
- Minigolf
- Monocycle
- Motomarine
- Motoneige (sentier)
- Motoneige (hors piste)
- Moto (vitesse)
- Moto (endurance)
- Moto (cross)
- Moto (trial)
- Moto (enduro)
- Musculation
- Marathon
- MMA

## N
- Naban
- Natation
- Natation synchronisée
- Nautisme
- Netball

## O
- Omnikin

## P
- Paddle
- Padel
- Paintball
- Palet
- Parachutisme
- Parapente
- Parkour
- Patin à glace
- Patinage
- Patinage artistique
- Patinage de vitesse
- Patinage synchronisé
- Pêche sportive
- Pelote basque
- Pentathlon moderne
- Pétanque
- Pilates
- Planche à voile
- Planeur (ou vol à voile)
- Plongée en apnée
- Plongée sous-marine
- Plongée sportive en piscine
- Plongeon
- Plumfoot
- Pole dance
- Polo

## Q
- Qi gong
- Quad
- Quidditch
- Quilles de huit
- Qwan Ki Do

## R
- Rafting
- Rallye automobile
- Raquette à neige
- Régate
- Ringuette
- Rink hockey
- Rodéo
- Roller
- Roller in line artistique
- Roller in line hockey
- Roliball
- Rugby à sept
- Rugby à XIII
- Rugby à XV
- Roller derby
- Roller Soccer (mini foot en roller)
- Roundnet

## S
- Sambo
- Salsa
- Saut à la perche
- Saut à ski
- Saut en hauteur
- Saut en longueur
- Sauvetage sportif
- Savate (boxe française)
- Shinty
- Shuai jiao
- Skateboard
- Skater hockey
- Skeleton
- Ski
- Ski alpin
- Ski de fond
- Ski nordique
- Ski nautique
- Slamball
- Snorkeling
- Snowboard
- Snowscoot
- Snowskate
- Softball
- Spéléologie
- Spikeball
- Squash
- Step
- Sumo
- Supermotard
- Surf

## T
- Tae Bo
- Taekwondo
- Taichi chuan
- Taihojutsu
- Taïso
- Tambourin
- Tango
- Tau'a rapa nui
- Tchoukball
- Teamgym
- Tennis
- Tennis de table
- Tennis léger
- Tir à l'arc
- Tir sportif
- Trail (course à pied)
- Trampoline
- Triathlon
- Tricking
- Triple saut
- Trollball
- Trottinette freestyle
- Twirling
- Tumbling

## U
- ULM
- Ultimate
- Unihockey

## V
- Varappe
- Vélocross (vélo cross-country, VTT)
- Voile
- Volley-ball
- Voltige aérienne
- Voltige en cercle
- Voltige équestre
- viet vo dao

## W
- Wakeboard
- Water-polo
- Waveboard
- Wing chun
- Wushu

## X
- Xare

## Y
- Yi Quan
- Yoga
- Yoseikan Budo

## Z
- Zen Hakko Kaï
- Zumba